# لورد (فیلم)
لورد (انگلیسی: Lourdes) یک فیلم در ژانر درام به کارگردانی جسیکا هاسنر است که در سال ۲۰۰۹ منتشر شد. از بازیگران آن می‌توان به سیلوی تستود، لئا سیدو، برونو تودشینی، الینا لوونسن، و اورشویا توت اشاره کرد.